# Loxolophus
Il lossolofo (gen. Loxolophus) è un mammifero estinto, appartenente ai procreodi. Visse nel Paleocene inferiore (circa 64-62 milioni di anni fa) e i suoi resti fossili sono stati ritrovati in Nordamerica.

## Descrizione
Questo animale doveva essere vagamente simile a un tasso dal muso allungato, e anche le dimensioni dovevano essere simili. Loxolophus presentava un muso più allungato rispetto ad altri mammiferi paleocenici simili, come Deltatherium, e presentava una forte cresta sagittale per l'inserzione di potenti muscoli masticatori. Le ossa nasali si estendevano all'indietro, mentre la dentatura era caratterizzata da forti canini aguzzi leggermente incurvati, da cuspidi dei molari poco rigonfie e da un rivestimento di smalto poco corrugato. Rispetto a forme simili come Protogonodon, il secondo molare inferiore era dotato di un talonide ben sviluppato, più lungo e alto del trigonide. Altre differenze nella struttura dei molari permettevano di distinguerlo da altre forme affini come Deuterogonodon e Chriacus.
Loxolophus possedeva zampe dalla struttura primitiva: l'astragalo era ancora posizionato tra le estremità di tibia e perone, e un forame sull'astragalo permetteva il passaggio dell'arteria peroneale. Le falangi ungueali erano lunghe e sottili e terminavano in veri e propri artigli.

## Classificazione
I primi fossili di Loxolophus vennero ritrovati in terreni del Paleocene inferiore del Nuovo Messico (bacino di San Juan), e vennero descritti da Edward Drinker Cope nel 1885 come Chriacus hyattianus. Lo stesso Cope, tre anni dopo, istituì il genere Loxolophus e descrisse un'altra specie dai molari più ampi e dalla taglia maggiore (L. priscus). Al genere Loxolophus, in seguito, furono ascritte numerose specie del Paleocene inferiore provenienti da numerose località del Nordamerica, ma recenti studi indicherebbero che solo due sono le specie valide: la specie tipo L. hyattianus e L. priscus. 
Storicamente Loxolophus, a causa della sua antichità (è uno dei primi mammiferi cenozoici) e dei suoi caratteri primitivi, è stato spesso utilizzato come esempio di mammifero arcaico del Paleocene; in ogni caso, è un membro dei Procreodi, un gruppo di mammiferi sviluppatisi nel Paleocene che andarono a occupare diverse nicchie ecologiche. In particolare, Loxolophus farebbe parte della famiglia degli Arctocyonidae, comprendenti anche i grandi Arctocyon e Mentoclaenodon. 

## Paleobiologia
Data la struttura dei molari, sembra che Loxolophus avesse una dieta mista e non specializzata; le ossa delle zampe fanno supporre uno stile di vita semiarboricolo.